# Dobrovíz
Dobrovíz är en ort i Tjeckien.   Den ligger i regionen Mellersta Böhmen, i den centrala delen av landet, 15 km väster om huvudstaden Prag. Dobrovíz ligger 349 meter över havet och antalet invånare är 468.
Terrängen runt Dobrovíz är platt. Runt Dobrovíz är det mycket tätbefolkat, med 1 463 invånare per kvadratkilometer. Närmaste större samhälle är Prag, 14,7 km öster om Dobrovíz. Trakten runt Dobrovíz består till största delen av jordbruksmark.